# سوتك
سوتك هي قرية تقع في مقاطعة كغاركونيك، أرمينيا بالقرب مع الحدود مع أذربيجان، تشتهر القرية بمناجم الذهب.